# كوكي ميساوا
كوكي ميساوا (باليابانية: 前澤 甲気) (21 مارس 1993 في شيزوكا في اليابان – )؛ هو لاعب كرة قدم كان يلعب كلاعب وسط.

## وصلات خارجية
- كوكي ميساوا على موقع رابطة كرة القدم اليابانية للمحترفين (اليابانية)
- كوكي ميساوا على موقع قاعدة بيانات كرة القدم.إي يو (الإنجليزية)
- كوكي ميساوا على موقع Soccerway.com (الإنجليزية)